# Don't Give Up the Ship!
Don't Give Up the Ship! è un wargame tridimensionale per la simulazione di battaglie navali nell'età napoleonica. Il gioco fu pubblicato dalla Guidon Games nel 1972 e ristampato dalla TSR nel 1975. Fu la prima collaborazione tra Dave Arneson e Gary Gygax, i cocreatori di Dungeons & Dragons. Mike Carr, rivide le regole e ricercò le azioni di navi in solitario per gli scenari per navi in solitario incluse nel gioco.

## Storia
Il nome del gioco è la citazione delle ultime parole di James Lawrence all'equipaggio della sua nave, la USS Chesapeake, che successivamente furono ricamate da Purser Samuel Hambleton in una bandiera usata dal commodoro Oliver Hazard Perry nella battaglia del lago Erie, durante la guerra anglo-americana.
Lo sviluppo del gioco ha origine da una variante da Napoleonic Diplomacy II, una variante di Diplomacy pubblicata nell'agosto 1969 nel numero 3 della fanzine Thangorodrin e ristampata quasi subito divisa in due parti sulla fanzine Tricolor dell'International Federation of Wargamers. Alla fine del 1969 Dave Arneson aveva organizzato una campagna gestita per posta della variante di Gygax in cui però i combattimenti venivano risolti mediante una partita di wargame tridimensionale, invece che con il solito regolamento di Diplomacy. Per risolvere i combattimenti terrestri fu utilizzato un regolamento sviluppato da Dave Wesley, ma per poter risolvere quelli combattimenti navali serviva un regolamento specifico, che Arneson sviluppò in collaborazione con Gygax. Il regolamento in corso di sviluppo fu pubblicato in alcuni numeri della fanzine International Wargamer a partire dal giugno 1971, ed Arneson dimostrò un'anteprima del regolamento alla Gen Con IV nell'agosto dello stesso anno.
Il regolamento fu pubblicato nel 1972 dalla Guidon Games e quando questa cessò le attività fu acquistato dalla TSR che pubblicò una nuova edizione delle regole

## Regolamento
Il regolamento prevede l'uso di modellini delle navi in scala 1:1200 e scontri fra singole navi possono essere giocati su un normale tavolo, mentre per battaglie che coinvolgono flotte richiedono spazi maggiori. La velocità e direzione del vento sono determinate casualmente con il lancio dei dadi. La velocità delle navi viene influenzata dall'angolo tra la sua direzione e quella del vento, misurata con un protrattore. Quest'ultimo è utilizzato anche per verificare se una nave è nell'arco di tiro dei cannoni di una nave nemica.
I cannoni possono mirare contro la velatura o contro lo scafo, con una probabilità di colpire pari a 5 o 6 su un dado da sei a corto raggio (4 pollici) e uno su sei a lungo raggio (fino a 16 pollici). Il danno causato da un centro dipende dal peso della palla di cannone (un punto di danno per libbra di peso della palla). Ogni nave prima di affondare può subire un ammontare di danni che dipende dal suo tonnellaggio, ma è possibile anche immobilizzarla danneggiando il sartiame.
Il regolamento comprende regole per gestire il morale degli equipaggi, incendi a bordo, alberatura distrutta e azioni di abbordaggio. Il manuale comprende i dadi necessari per ricreare incontri storici come quello tra la USS Constitution e la HMS Guerriere del 19 agosto 1812. La seconda edizione aggiunge una mappa della battaglia di Trafalgar, ma non comprende i dati dettagliati per ricreare la battaglia.

## Edizioni
- Prima edizione, 1972, Guidon Games, 50 pagine, copertina blu e nera.
- Seconda edizione, 1975, TSR, 58 pagine, copertina bianca e blu